# 水芸
水芸（みずげい）とは、水を用いた見世物、芸能、和妻。江戸時代に始まる。演芸場などの出し物にもなっていた。演者の体や小道具から水がほとばしる「水からくり」（噴水術ともいわれる）。大正・昭和では松旭斎天勝、現在では、2001年に松旭齊天暁から若手マジシャン瞳ナナに伝承され、マジシャン藤山新太郎も演じている。

## 歴史
水芸の前身ともいえる水からくりが現れたのは寛文の頃で、大阪の水学という人物が元祖という。
1733年頃に書かれた『唐土秘事海』に原形といえるようなものが記述されている。この時期の水からくりは盆景のあちこちから水が吹き上がるという趣向だったと見られ、今日でも尾道市の「水尾町の水祭り」に受け継がれている。
演者の手先から水が吹き出る演出は天保の頃に始まり、多くの曲独楽師や手妻師が取り入れるようになった。水からくりが落差を利用した装置であるのに対し、初期の噴水は演者の体に仕込んだ水袋を押すことで水を出す仕組みだったが、演出が派手になるつれて水からくりとともに舞台装置の一部となっていった。
幕末から明治時代にかけて、水芸の元祖と言われる養老瀧五郎などの手妻師によって「つかみ→独楽回し→水芸→玉取の水→掛け合い→綾取り→大水」という、ストーリーのある水芸の形式が完成し今日に至っている。